# Geografia Singapuru

Położenie Singapuru

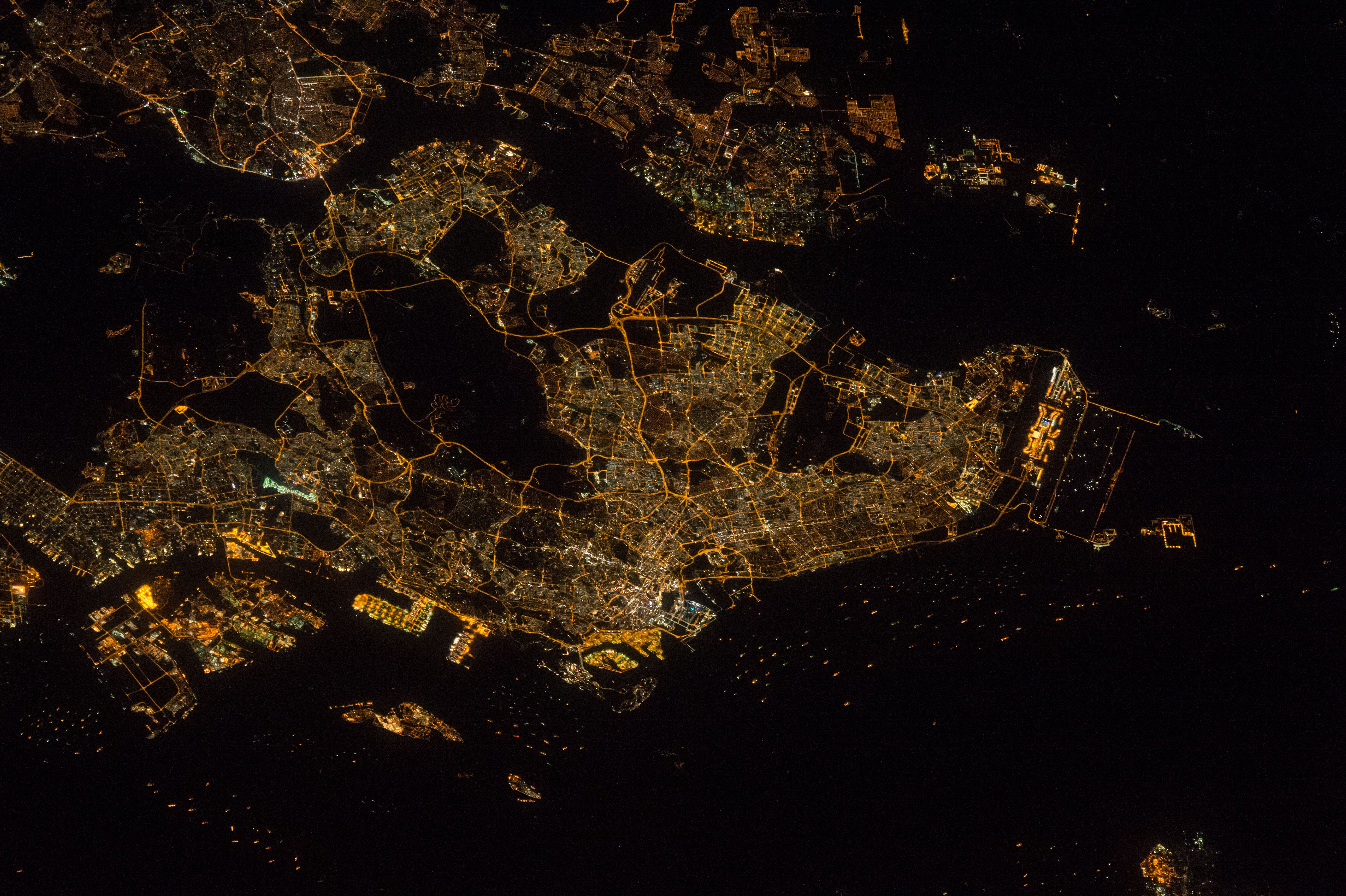
Singapur – zdjęcie satelitarne

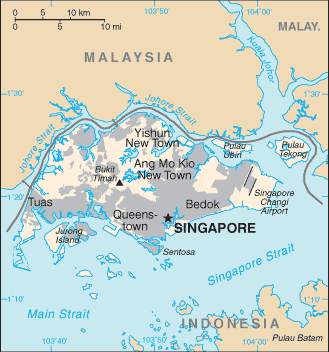
Mapa Singapuru

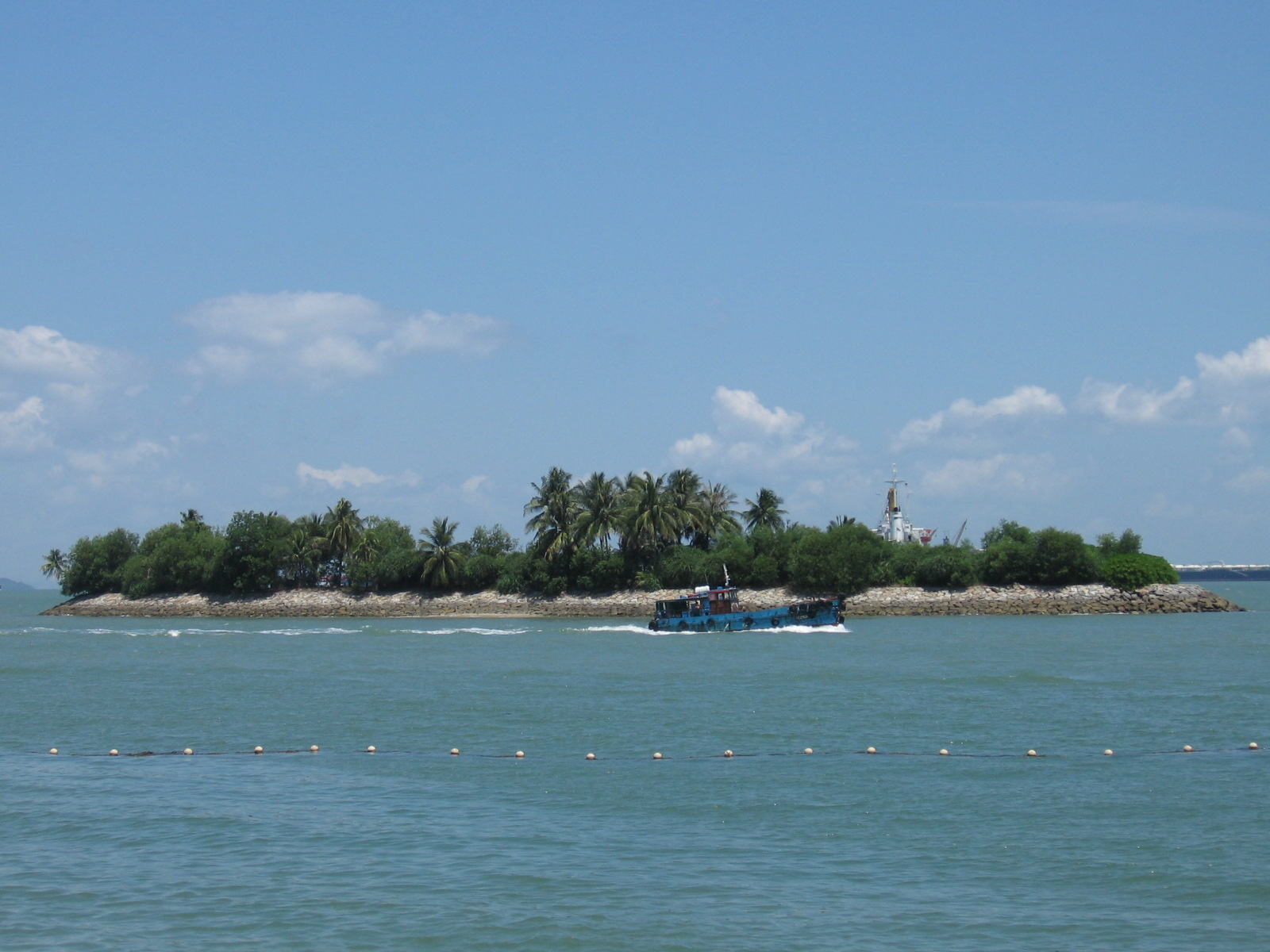
Widok na wyspę Pulau Palawan

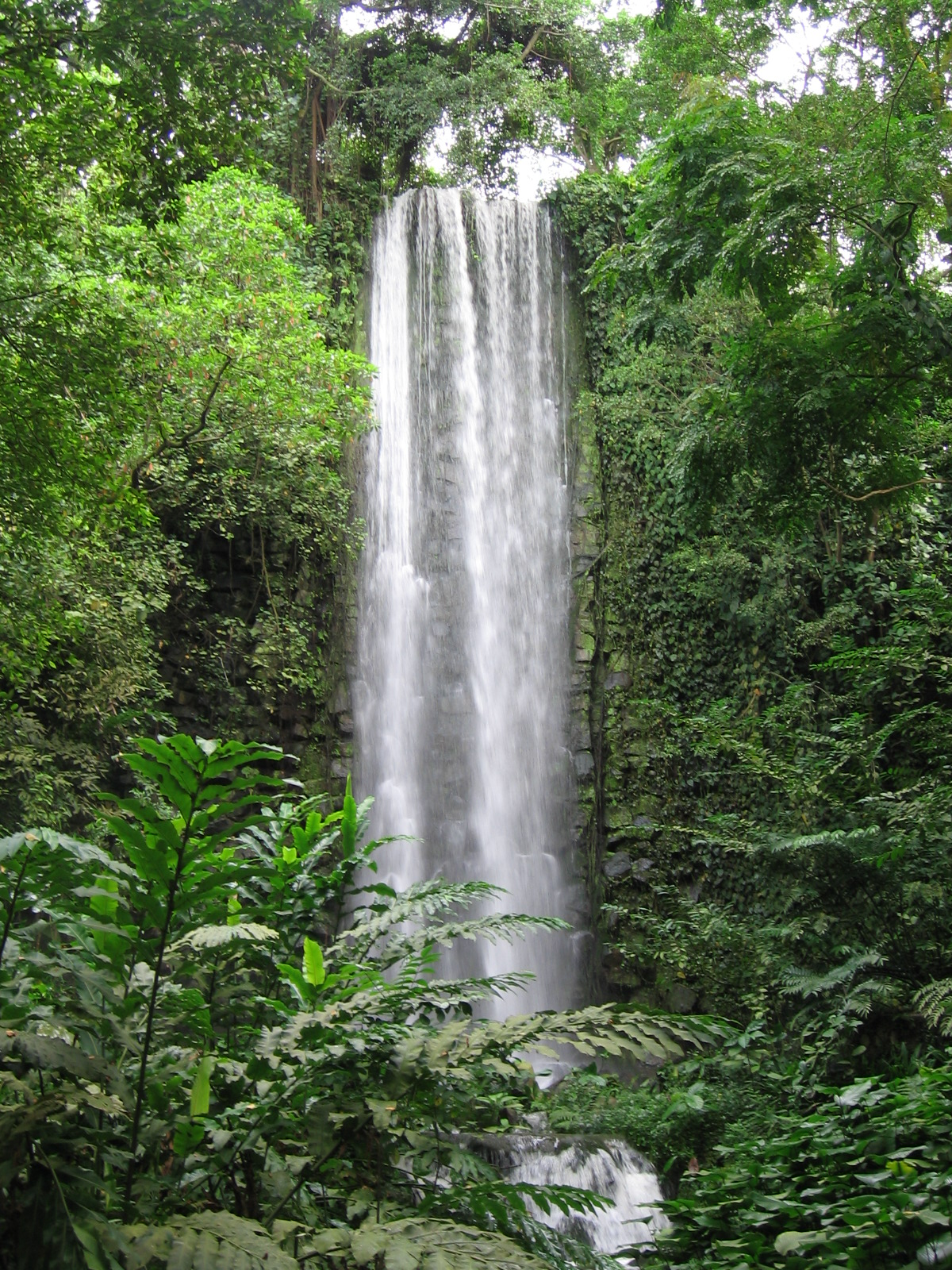
Wodospad Jurong

Geografia Singapuru – dziedzina nauki zajmująca się badaniem Singapuru pod względem geograficznym.
Republika Singapuru jest wyspiarskim państwem-miastem w Azji Południowo-Wschodniej, położonym na wyspie Singapur oraz kilkudziesięciu mniejszych okolicznych wyspach, na południowym krańcu Półwyspu Malajskiego. Singapur jest jednym z najbardziej rozwiniętych państw świata.

## Położenie i powierzchnia
Singapur to państwo-miasto położone w Azji Południowo-Wschodniej, na południowym krańcu Półwyspu Malajskiego, ok. 137 km na północ od równika, obejmuje główną wyspę Singapur (576 km² ) i ok. 60 małych przybrzeżnych wysepek , z których największe to : 
- Pulau Tekong[4] (17,9 km²[2] )
- Sentosa[5]
- Pulau Bukum[4]

Brak granic lądowych . Singapur jest od północy oddzielony wodami cieśniny Johor Strait od Malezji, a od południa Cieśniną Singapurską od Indonezji . Długość linii brzegowej to 193 km .
Według singapurskiego urzędu statystycznego powierzchnia kraju wynosi 728,3 km² (stan na 2020 rok). Singapur prowadzi aktywną politykę pozyskiwania lądu z morza – w 1965 roku powierzchnia kraju wynosiła 580 km², a do końca 2030 roku rząd planuje powiększyć ją do 780 km².

## Budowa geologiczna i rzeźba terenu
Kraj jest nizinny . Dwie trzecie wyspy Singapur, zbudowanej przede wszystkim ze skał granitowych , znajduje się poniżej 15 m n.p.m.  – średnia wysokość wyspy to 17 m n.p.m.  W jej środkowej części znajduje się Bukit Timah (162 m n.p.m. )  – najwyższe wzniesienie kraju . W centrum wyspy znajdują się również wzgórza Panjang i Mandai . Na zachodzie i południu ciągną się niższe wzniesienia, zbudowane ze skał osadowych, m.in. Mount Faber . Wschodnią część wyspy tworzy niski płaskowyż, zbudowany z piasków i żwirów, poprzecinany dolinami .

## Klimat
Singapur leży w strefie klimatu równikowego  w obszarze monsunowym . Cechą klimatu singapurskiego są wysokie i stałe temperatury, duże ilości opadów i wysoki poziom wilgotności .
Średnie miesięczne temperatury wahają się od 25 °C w styczniu do 27 °C w czerwcu . Amplitudy dobowe nie przekraczają 7 °C . Najwyższa zarejestrowana temperatura na terenie Singapuru wynosiła 36 °C .
Dodatkowym czynnikiem wpływającym na klimat Singapuru jest obecność akwenów morskich. Opady są wysokie i utrzymują się na średnim poziomie 2500 mm rocznie . Opady są całoroczne, największe wartości opadowe notuje się w miesiącach zimowych (od listopada do marca), kiedy wieje monsun północno-wschodni, a najmniejsze kiedy wieje monsun południowo-zachodni (od maja do września) . Kwiecień i październik charakteryzują się intensywnymi popołudniowymi ulewami i burzami .
| Miesiąc                                                 | Sty  | Lut  | Mar  | Kwi  | Maj  | Cze  | Lip  | Sie  | Wrz  | Paź  | Lis  | Gru  | Roczna |
| ------------------------------------------------------- | ---- | ---- | ---- | ---- | ---- | ---- | ---- | ---- | ---- | ---- | ---- | ---- | ------ |
| Rekordy maksymalnej temperatury [°C]                    | 29.9 | 31.0 | 31.4 | 31.7 | 31.6 | 31.2 | 30.8 | 30.8 | 30.7 | 31.1 | 30.5 | 29.6 | 30,9   |
| Rekordy minimalnej temperatury [°C]                     | 23.1 | 23.5 | 23.9 | 24.3 | 24.6 | 24.5 | 24.2 | 24.2 | 23.9 | 23.9 | 23.6 | 23.3 | 23,9   |
| Opady [mm]                                              | 198  | 154  | 171  | 141  | 158  | 140  | 145  | 143  | 177  | 167  | 252  | 304  | 2150   |
| Wilgotność [%]                                          | 83   | 82   | 83   | 84   | 84   | 83   | 83   | 83   | 84   | 84   | 86   | 87   | 84     |
| Źródło: Światowa Organizacja Meteorologiczna 2021-08-10 |      |      |      |      |      |      |      |      |      |      |      |      |        |
| Źródło #2: wetterkontor.de 2021-08-10                   |      |      |      |      |      |      |      |      |      |      |      |      |        |

## Wody
Singapur posiada gęstą sieć krótkich strumieni o niskich spadkach . Wiele strumieni, zwłaszcza tych odpływających na północ, ma szerokie ujścia z namorzynami, które rozciągają się daleko w głąb lądu . Najdłuższa rzeka to Seletar — ma 16 km długości .
Pomimo wysokich opadów deszczu władze kraju są zmuszone importować wodę pitną z Malezji, ponieważ nie ma warunków na jej magazynowanie. Singapur prowadzi aktywną politykę pozyskiwania wody pitnej z deszczówki, ze ścieków oraz poprzez odsalanie wody morskiej. Celem władz jest osiągnięcie samowystarczalności do 2061 roku.

## Gleby
Gleby Singapuru charakteryzują się niskim stopniem żyzności, co jest także wynikiem ich degradacji w wyniku działalności człowieka .

## Flora i fauna

### Flora
Pierwotnie Singapur był miejscem, które pokrywały tropikalne lasy, zaś wybrzeże kraju w większości porastały lasy namorzynowe, wcinające się głęboko w ląd. Obecnie roślinność naturalna występuje w nielicznych miejscach, zachowały się resztki lasów, które zajmują ok. 5% powierzchni kraju . W niektórych miejscach, gdzie istniał las, a teren nie został zabudowany przez człowieka, występują sawanny z licznymi zaroślami.  Mimo licznych obszarów miejskich, w mieście jest wiele terenów zielonych. Do głównych drzew należą palmowate.

### Fauna
Występują tu m.in. makaki krabożerne – największe rodzime zwierzęta i kukangi . Żyje tu wiele gatunków ptaków, m.in. majny brunatne i kanie bramińskie . W wodach przybrzeżnych występują rafy koralowe .

## Demografia

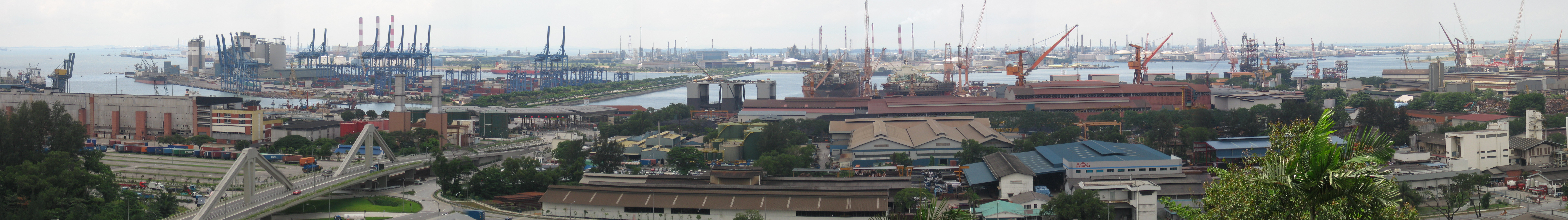
Panorama wyspy Jurong

Liczba ludności Singapuru w 2020 roku wynosiła 5 685,8 tys., z czego 3523,2 tys. osób miało obywatelstwo . Singapur jest silnie zurbanizowany i wyróżnia się dużą gęstością zaludnienia .
Ludność Singapuru jest zróżnicowana pod względem etnicznym w wyniku dużej imigracji . 74,3% (75,9%) mieszkańców (obywateli) Singapuru stanowią Chińczycy, 13,5% (15,0%) Malajczycy i 9,0% (7,5%) Hindusi (stan na 2020 rok) .
Językami urzędowymi są język angielski, język mandaryński, język malajski i język tamilski  . Angielskim posługuje się 48,3% populacji, mandaryńskim – 29,9% a innymi dialektami chińskimi 8,7%, malajskim – 9,2%, tamilskim 2,5%; 1,4% posługuje się innymi językami .
31,1% wyznaje buddyzm, 18,9% chrześcijaństwo, 15,6% islam, 8,8% taoizm, 5% hinduizm, innej wiary jest 0,6% społeczeństwa a 20% nie deklaruje żadnej religii (dane szacunkowe na 2020 rok) .

## Gospodarka
Singapur jest krajem wysoko rozwiniętym o gospodarce wolnorynkowej . Wyróżnia się jednym z najwyższych poziomów PKB na jednego mieszkańca, niskim bezrobociem i stabilnością cen . Gospodarkę napędza eksport, przede wszystkim elektroniki, wyrobów naftowych, chemikaliów, urządzeń medycznych i optycznych, farmaceutyków . Transport oraz usługi finansowe są ważnymi źródłami dochodu narodowego .